# Отворене игре (шах)
Овај чланак користи алгебарску шаховску нотацију како би се описали шаховски потези.
Под Отвореним играма у шаху се подразумевају позиције настале након потеза 1. е4 е5 и све позиције проистекле из тог система отварања. Отворене игре се другачије називају и Двострука игра краљевог пешака, јер су оба краљева пешака померена 2 поља напред.

## Историја
Отворене игре су најчешће примењивали романтичарски шахисти. Отварање је било најпопуларније од почетка XVI века, па све до краја романтизма у XIX веку. Пол Морфи је користио Отворене игре како би побеђивао своје противнике, јер отвореност саме позиције одговарала је његовом начину игре.
Временом су играчи тражили решења да избегну реми позиције из Отворених игара, па су тако настале Полуотворене игре. Тако су на значају добила отварања попут Каро-Кана, Сицилијанке, Француске одбране и др.

## Варијанте
Отворене игре имају сијасет огранака и варијанти. Најпознатији системи настали из ове позиције су:
- Краљев гамбит
- Ловчево отварање
- Бечка партија
- Летонски гамбит
- Слонов гамбит
- Средишње отварање
- Северни гамбит
- Шкотски гамбит
- Шкотска партија
- Филидорова одбрана
- Евансов гамбит
- Мађарска одбрана
- Италијанска партија
- Одбрана два скакача
- Игра четири скакача
- Игра три скакача
- Руска одбрана
- Понцијанијево отварање
- Шпанска партија

Осим тих отварања, постоје и други системи, али много мање популарни.